# 马拉巴络新妇
马拉巴络新妇（学名：Nephila malabarensis）为肖峭科络新妇属的动物。分布于印度、澳大利亚以及中国大陆的云南等地。该物种的模式产地在印度。